# بیشبرگ
بیشبرگ (به آلمانی: Bischberg) یک شهر در آلمان است که در بامبرگ واقع شده‌است. بیشبرگ ۵٬۹۸۵ نفر جمعیت دارد.